# Thurstonland
Thurstonland är en by i civil parish Kirkburton, i distriktet Kirklees, i grevskapet West Yorkshire, i England. Byn är belägen 7 km från Huddersfield. Thurstonland var en civil parish 1866–1925 när blev den en del av Thurstonland and Farnley Tyas. Civil parish hade 2 488 invånare år 1921. Byn nämndes i Domedagsboken (Domesday Book) år 1086, och kallades då Tostenland.